# Distrito de Escuelas Municipales de Carlsbad
El Distrito de Escuelas Municipales de Carlsbado Escuelas Municipales de Carlsbad (Carlsbad Municipal School District o Carlsbad Municipal Schools) es un distrito escolar de Nuevo México. Tiene su sede en Carlsbad.
El consejo escolar del distrito tiene un presidente, un vicepresidente, un secretario y dos miembros.